# Zeacolpus ahiparanus
Zeacolpus ahiparanus är en snäckart som först beskrevs av Powell 1927.  Zeacolpus ahiparanus ingår i släktet Zeacolpus och familjen tornsnäckor. Inga underarter finns listade i Catalogue of Life.